# André Moreira
André Campos Moreira (Ribeirão, 2 de dezembro de 1995) é um futebolista português que joga como guarda-redes. Atualmente defende o Al-Raed.

## Títulos

### Prêmios individuais
- Equipe do torneio do Campeonato Europeu Sub-19 de 2014[1]